# Donnie Van Zant
Donald "Donnie" Newton Van Zant (Jacksonville, Florida,  SAD, 11. lipnja 1952.) američki je pjevač i gitarist. Brat je Ronnija Van Zant‎a (nekadašnjeg pjevača sastava Lynyrd Skynyrd) te Johnnyja Van Zanta (trenutačnog pjevača sastava Lynyrd Skynyrd). Najveći dio glazbene karijere obilježio je djelujući u sastavu 38 Special (kao jedan od osnivača), te povremeno u sastavu Van Zant.
Zbog zdravstvenih razloga iz aktivnog bavljenja glazbom povukao se 2013.